# Marimatha auriferana
Marimatha auriferana là một loài bướm đêm trong họ Noctuidae.